# Bazar (album)
Bazar je prvi studijski album skupine Bazar. Album je bil izdan aprila 1986 pri založbi ZKP RTV Ljubljana.

## Seznam skladb
| A stran | A stran                                                   | A stran |
| Št.     | Naslov                                                    | Dolžina |
| ------- | --------------------------------------------------------- | ------- |
| 1.      | „Sabina‟ (Tadej Hrušovar/Dušan Velkaverh/Tomaž Kozlevčar) | 3:20    |
| 2.      | „Poišči me‟ (Danilo Kocjančič/Drago Mislej)               | 4:05    |
| 3.      | „Ko pride noč‟ (Lean Klemenc/Mislej)                      | 3:20    |
| 4.      | „Nora leta‟ (Marino Legovič/Mislej)                       | 4:06    |
| 5.      | „Portorož 1905‟ (Kocjančič/Mislej)                        | 3:39    |

| B stran | B stran                                          | B stran |
| Št.     | Naslov                                           | Dolžina |
| ------- | ------------------------------------------------ | ------- |
| 1.      | „Dober dan‟ (Kocjančič/Mislej)                   | 3:56    |
| 2.      | „Tra-la-la dekle‟ (Hrušovar/Velkaverh/Kozlevčar) | 3:34    |
| 3.      | „Nevarne igre‟ (Kocjančič/Mislej)                | 3:43    |
| 4.      | „Tina‟ (Kocjančič/Mislej)                        | 4:34    |
| 5.      | „The End‟ (Legovič/Mislej)                       | 4:08    |

## Zasedba

### Bazar
- Danilo Kocjančič – bas, vokal
- Slavko Ivančić – solo vokal, klaviature
- Dušan Vran – bobni, vokal
- Zdenko Cotič – kitara, vokal
- Marino Legovič – klaviature, vokal

### Gostje
- Tomaž Kozlevčar – klaviature pri A1, B2
- Hugo Šekoranja – saksofon pri A3
- Alojz Krajnčan – pozavna pri A5
- Pero Ugrin – trobenta pri B1